# Deva Raya I
Deva Raya I (fl. XV secolo) è stato il sesto rajah dell'Impero Vijayanagara dell'India meridionale dal 1406 al 1422, appartenente alla Dinastia Sangama.
Patrocinò al pari del padre Harihara Raya II  il poeta Madhura.
In seguito al decesso del Hariharan, i figli si contesero il trono dell'Impero. Dopo una breve guerra civile Deva Raya ne uscì vincitore, ma nel caos l'Impero perse considerevoli territori, e Deva Raya consacrò il suo regno a combattere i Sultanati del Deccan per riconquistare l'Impero di suo padre. Una volta stabilizzata la situazione interna, l'unica crisi per il suo governo fu riguardo ad una disputa territoriale tra Shankar Jainalya del distretto di Gadag e il tempio Somesvara, ma venne risolta per vie amichevoli.
Lo scrittore persiano Ferishta è autore di una narrazione in cui è protagonista il re Deva Raya, il quale si innamora di una giovane donna di Mudugal (nel distretto di Raichur) e la situazione porta a una guerra contro il Sultanato di Bahmani e la successiva sconfitta di Deva Raya, anche se non esistano resti archeologici a sostenere questo episodio.
Secondo Niccolò Da Conti, che visitò Vijayanagara in questo periodo, la città misurava quasi 100 chilometri di diametro.